# Братские школы в Великом княжестве Литовском
Братские школы в Великом княжестве Литовском ― учебные заведения, создававшиеся церковными братствами. Братские школы Великого княжества Литовского были тесно связаны с братскими школами Русского и Белзского воеводств Польши (особенно Львовской Успенской братской школой), Острожской академией, Киево-Могилянской коллегией, братскими школами на землях, отторгнутых у Великого Княжества Литовского согласно Люблинской унии.

## Система обучения
Во главе школы стоял ректор, учителя (дидаскалы) избирались на собраниях братства. Братские школы имели 3—5 классов, были общесословными. После получения начальной подготовки ученики приступали к изучению «семи свободных искусств». Изучались руська мова (государственный язык), церковнославянский  (его белорусский (западнорусский) извод), греческий, латинский, польский, произведения античных мыслителей, диалектика, риторика, музыка. Учащиеся получали и некоторые знания по арифметике, геометрии, астрономии, географии. Педагогическая система школ формировалась под определённым влиянием гуманистических и реформационных идей, коллегий иезуитов.
В братских школах использовалась классно-урочная система обучения, при которой доминировал катехизический метод преподавания, построенный на вопросах и ответах. В дидактических целях устраивались театральные представления, в братских школах предусматривалась организация хора и музыкальное образование.
Многие учащиеся стали впоследствии известными учёными, общественными деятелями, педагогами[уточнить].
Учителями в братских школах были церковные и общественные деятели, писатели-полемисты С. Зизаний и Л. Зизаний, М. Смотрицкий, Л. Карпович, С. Носов, С. Полоцкий и др.

## Братские школы на территории Белоруссии и Украины
Православные братства обычно создавались при церквах и монастырях. Школы братств были открыты в Бресте (1591), Могилёве (1590—1592), Минске (1612) и других городах Великого княжества Литовского.
Во главе школы стоял ректор, учителя избирались на собраниях братства. Школы были общесословными, имели 3-5 классов. В них изучались различные языки, риторика, труды античных мыслителей, музыка. Давались и некоторые познания в арифметике, географии, астрономии.
В XVI—XVII веках православные братские школы сыграли важную роль в развитии просвещения на территории современных Белоруссии и Украины, имели цель противостояния католической церкви.
Братские православные школы были открыты в Бресте (1591), Могилёве (1590—1592), Минске (1612), Полоцке (1633), Вильне и других городах.